# Muin-i Zafer
Muin-i Zafer (1908) era una cannoniera corazzata della Osmanlı Donanması, la marina militare dell'Impero ottomano.
La nave fu costruita nel giugno 1869 come cannoniera corazzata e faceva parte di un gruppo di 7 unità analoghe. Venne varata nel 1878 e revisionata ad Istanbul tra il 1903 e il 1906, venne usata come nave addestramento silurante nel 1913. Prese parte alle guerre balcaniche, poi venne usata come nave caserma ad İzmit poi come nave deposito per sottomarini ad Erdek nel 1928. Radiata nel 1932, venne demolita nel 1934.
Un'unità similare, la Avnillah fu affondata a Beirut durante la guerra italo-turca.